# Budapesti felsőoktatási intézmények listája
Az alábbi szócikk Budapest felsőoktatási intézményeinek listáját tartalmazza.

## Budapest felsőoktatási intézményei
| Kép | Név                                                 | Alapítási év | Cím                                        | Honlap                                                                                   | Megjegyzés |
| --- | --------------------------------------------------- | ------------ | ------------------------------------------ | ---------------------------------------------------------------------------------------- | --- |
|     | - A Tan Kapuja Buddhista Főiskola                   | 1991         | 1098 Budapest, Börzsöny utca 11.           | https://www.tkbf.hu/                                                                     | |
|     | - Állatorvostudományi Egyetem                       | 1899         | 1078 Budapest, István u. 2.                | https://univet.hu/hu/                                                                    | 1787-ben a Pesti Egyetem Orvosi Karán alakult az első, állatorvoslást oktató tanszék, mely 1851-ben Királyi Állatorvosi Intézet néven önállósult, és 1899-ben vált nevében is főiskolává. |
|     | - Andrássy Gyula Budapesti Német Nyelvű Egyetem     | 2001         | 1088 Budapest, Pollack Mihály tér 3.       | https://www.andrassyuni.eu/                                                              | |
|     | - Aquincum Institute of Technology                  | 2011         | 1031 Budapest Záhony u. 7.                 | https://www.ait-budapest.com/                                                            | |
|     | - Baptista Teológiai Akadémia                       | 1906         | 1068 Budapest, Benczúr u. 31.              | https://web.archive.org/web/20100202025053/http://www.bta.hu/                            | |
|     | - Budapest Cirkuszművészeti és Kortárstánc Főiskola | 2004         | 1036 Budapest, Perc utca 2.                | http://tanc.org.hu/wp/category/aktualitasok/                                             | |
|     | - Budapesti Corvinus Egyetem                        | 1948         | 1093 Budapest, Fővám tér 8.                | https://web.archive.org/web/20130326105902/http://www.uni-corvinus.hu/index.php?id=35058 | |
|     | - Budapesti Gazdaságtudományi Egyetem               | 1857         | 1149 Budapest, Buzogány u. 10-12           | https://www.uni-bge.hu/                                                                  | |
|     | - Budapesti Metropolitan Egyetem                    | 2001         | 1148, Budapest Nagy Lajos király útja 1-9. | https://www.metropolitan.hu/                                                             | |
|     | - Budapesti Műszaki és Gazdaságtudományi Egyetem    | 1782         | 1111 Budapest, Műegyetem rkp. 3-9.         | http://www.bme.hu/                                                                       | |
|     | - Eötvös Loránd Tudományegyetem                     | 1635         | 1053 Budapest, Egyetem tér 1–3.            | https://www.elte.hu/                                                                     | |
|     | - Evangélikus Hittudományi Egyetem                  | 1557         | 1141 Budapest, Rózsavölgyi köz 3.          | https://teol.lutheran.hu/index.php/hu/                                                   | |
|     | - Gábor Dénes Egyetem                               | 1992         | Budapest, Fejér Lipót u. 70, 1119          | http://gdf.hu/                                                                           | |
|     | - IBS Nemzetközi Üzleti Főiskola                    | 1991         | 1031 Budapest, Záhony u. 7.                | https://www.ibs-b.hu/                                                                    | |
|     | - Károli Gáspár Református Egyetem                  | 1855         | 1091 Budapest, Kálvin tér 9.               | http://www.kre.hu/portal/                                                                | |
|     | - Közép-európai Egyetem                             | 1991         | 1051 Budapest Nádor u. 9                   | https://www.ceu.edu/                                                                     | |
|     | - Liszt Ferenc Zeneművészeti Egyetem                | 1875         | 1061 Budapest, Liszt Ferenc tér 8.         | https://lfze.hu/                                                                         | |
|     | - Magyar Képzőművészeti Egyetem                     | 1871         | 1062 Budapest, Andrássy út 69.             | https://web.archive.org/web/20070610054124/http://www.mke.hu/                            | |
|     | - Magyar Táncművészeti Egyetem                      | 1950         | 1145 Budapest, Columbus u. 87-89           | https://web.archive.org/web/20190503222030/http://www.mte.eu/                            | |
|     | - Magyar Testnevelési és Sporttudományi Egyetem     | 1925         | 1123 Budapest, Alkotás u. 44.              | http://tf.hu/                                                                            | |
|     | - Milton Friedman Egyetem                           | 2001         | 1039 Budapest, Kelta utca 2.               | https://uni-milton.hu/                                                                   | |
|     | - Moholy-Nagy Művészeti Egyetem                     | 1880         | 1121 Budapest, Zugligeti út 9-25.          | https://mome.hu/hu                                                                       | |
|     | - Nemzeti Közszolgálati Egyetem                     | 2011         | 1083 Budapest, Ludovika tér 2.             | https://www.uni-nke.hu/                                                                  | |
|     | - Óbudai Egyetem                                    | 2000         | 1034 Budapest, Bécsi út 96/b               | http://www.uni-obuda.hu/                                                                 | |
|     | - Országos Rabbiképző – Zsidó Egyetem               | 1877         | 1084 Budapest, Scheiber Sándor utca 2      | https://or-zse.hu/                                                                       | |
|     | - Pázmány Péter Katolikus Egyetem                   | 1635         | 1088 Budapest, Szentkirályi utca 28.       | https://ppke.hu/                                                                         | |
|     | - Sapientia Szerzetesi Hittudományi Főiskola        | 2000         | 1052 Budapest, Piarista köz 1.             | https://www.sapientia.hu/                                                                | |
|     | - Semmelweis Egyetem                                | 1769         | 1085 Budapest, Üllői út 26.                | https://web.archive.org/web/20160716020858/http://semmelweis.hu/                         | |
|     | - Színház- és Filmművészeti Egyetem                 | 1865         | 1088 Budapest, Vas u. 2/c.                 | http://szfe.hu/                                                                          | |
|     | - Wesley János Lelkészképző Főiskola                | 1920         | 1086 Budapest Dankó u. 11.                 | https://wesley.hu/                                                                       | |

## Önálló intézményként megszűnt budapesti felsőoktatási intézmények
| Kép | Név                                     | Alapítási év | Cím                                           | Honlap                  | Megjegyzés |  |
| --- | --------------------------------------- | ------------ | --------------------------------------------- | ----------------------- | --- |  |
|     | - Államigazgatási Főiskola              | 1978         | Budapest, 1083, Üllői út 82                   | –                       | Megszünt. |  |
|     | - Általános Vállalkozási Főiskola       | 1995         | 1118 Budapest, Villányi út 13.                | –                       | 2015. január 1-jén beolvadt az IBS Nemzetközi Üzleti Főiskolába. |  |
|     | - Bánki Donát Műszaki Főiskola          | 1879         | 1081 Budapest, Népszínház u. 8.               | –                       | Önálló intézményként megszünt, 2000-től a Budapesti Műszaki Főiskola, majd 2010-től az Óbudai Egyetem Bánki Donát Gépész és Biztonságtechnikai Mérnöki Karaként él tovább.               |  |
|     | - Budapesti Tanítóképző Főiskola        | 1869         | Budapest, Kiss János altábornagy u. 40, 1126  | –                       | 2000-től az Eötvös Loránd Tudományegyetem szervezeti egysége ELTE Tanító- és Óvóképző Főiskolai Kar néven.                                                                               |  |
|     | - Budapesti Tanárképző Főiskola         | 1975         | Budapest, Kazinczy u. 23-27, 1075             | –                       | 1983-tól az ELTE magába olvasztotta és annak Tanárképző Főiskolai Karaként működik tovább.                                                                                               |  |
|     | - Haynal Imre Egészségtudományi Egyetem | 1956         | Budapest, XIII. kerület, Szabolcs utca 33-35. | –                       | 2000. január 1-jével a Semmelweis Egyetem része lett. |  |
|     | - Heller Farkas Főiskola                | 2001         | 1077 Budapest, Rózsa utca 4–6.                | –                       | 2009 tavaszán a főiskola beintegrálódott a Budapesti Kommunikációs és Üzleti Főiskolába.                                                                                                 |  |
|     | - Kalazantinum                          | 1894         | 1052 Budapest, Piarista köz 1.                | –                       | Mint önálló hittudományi főiskola 2000-ben szűnt meg, amikor integrálódott a Sapientia Szerzetesi Hittudományi Főiskolába.                                                               |  |
|     | - Kandó Kálmán Műszaki Főiskola         | 1898         | Budapest, Tavaszmező u. 15, 1084              | –                       | 2001-ben olvadt be a Budapesti Műszaki Főiskola, majd később az Óbudai Egyetem karai közé.                                                                                               |  |
|     | - Kertészeti és Élelmiszeripari Egyetem | 1853         | Budapest, XI. kerület, Villányi út 33–35.     | –                       | 2000-től a Budapesti Corvinus Egyetem szervezeti egysége volt, 2016. januárja óta a Szent István Egyetem (2021 óta Magyar Agrár- és Élettudományi Egyetem) részeként folytatja munkáját. |  |
|     | - MSZMP Politikai Főiskola              | 1968         | Budapest XIV. ker. Ajtósi Dürer sor 19-21.    | –                       | 1989-ben megszünt. |  |
|     | - Zrínyi Miklós Nemzetvédelmi Egyetem   | 1920         | 1101 Budapest, Hungária krt. 9–11.            | https://www.uni-nke.hu/ | 2012. január 1-jével szűnt meg, mikor egyetemi karként integrálódott a létrejövő Nemzeti Közszolgálati Egyetembe Hadtudományi és Honvédtisztképző Kar néven.                             |  |